# Ferenc Erkel
Ferenc Erkel (Németgyula, 7 de noviembre de 1810 - Budapest, 15 de junio de 1893) fue un compositor húngaro nacido en el seno de una familia de suabos del Danubio. 
Fue el padre de la gran ópera húngara, escrita principalmente sobre temas históricos, que aún se interpretan sobre todo en Hungría. También compuso la música de Himnusz, el himno nacional de Hungría, que se adoptó en el año 1844. Aparte del himno compuso la danza de significado nacional húngaro "Palotás" que se desarrolla  alrededor de la gloría de los generales húsar.
Se casó en el año 1839 con Adél Adler, con quien tuvo cuatro hijos. 
Los libretos de sus primeras cuatro óperas los escribió Béni Egressy. Aunque es sobre todo conocido por sus óperas, escribió piezas para piano y coro. Lideró la Orquesta Filarmónica de Budapest (fundada el 1853). También fue el director y profesor de piano de la Academia Húngara de Música Ferenc Liszt hasta 1886. La Ópera Nacional de Hungría, en Budapest, se abrió el año 1884, y también allí fue el director musical.

## Óperas
- Bátori Mária (1840)
- Hunyadi László (1844)
- Erzsébet (1857)
- Bánk Bán (1861)
- Sarolta (1862)
- Dózsa György (1867)
- Brankovics György (1874)
- Névtelen hősök (1880)
- István király (1885)
- Kemény Simon